# Почино-Софіївська волость
Почино-Софіївська волость — адміністративно-територіальна одиниця Новомосковського повіту Катеринославської губернії.
Станом на 1886 рік складалася з 13 поселень, 13 громад. Населення 1985 осіб (1046 чоловічої статі і 949 — жіночої), 364 дворових господарств.
|                     | Площа, десятин | У тому числі орної, десятин |
| ------------------- | -------------- | --------------------------- |
| Сільських громад    | 1894           | 1569                        |
| Приватної власності | 13478          | 4075                        |
| Іншої власності     | 120            | 50                          |
| Загалом             | 15492          | 5694                        |

Найбільше поселення волості:
- Почино-Софіївка — слобода над річкою Кільчень (річка), 322 особи, православна церква.